# نغمات متزامنة
النغمات المتزامنة هي إيقاعات منتظمة لنغمة واحدة يتم استخدامها جنبًا إلى جنب مع إيقاعات الأذنين في عملية تسمى اصطياد الموجات الدماغية.
والنغمة المتزامنة هي نغمة يتم تشغيلها وإيقاف تشغيلها بسرعة، لأنها تخلق نبضات صوتية حادة ومميزة في أبسط مستوياتها.

نغمات متزامنة